# La sirenita (película de 2023)
La Sirenita es una película de fantasía musical estadounidense dirigida por Rob Marshall, a partir de un guion escrito por David Magee y Jane Goldman, y una historia de Magee, Marshall y John DeLuca. Siendo coproducida por Walt Disney Pictures, Lucamar Productions, Marc Platt Productions y 5000 Broadway Productions, es una adaptación de acción real de la película animada de Disney de 1989, La sirenita, que a su vez se basa libremente en el cuento de hadas de 1837 del mismo título, escrito por Hans Christian Andersen.
Es producida por Marshall, DeLuca, Marc Platt y Lin-Manuel Miranda, quien coescribió nuevas canciones para el filme. Alan Menken regresa como compositor tanto de la partitura como de las canciones. La película está protagonizada por Halle Bailey como Ariel, junto a Jonah Hauer-King, Javier Bardem y Melissa McCarthy, y con Daveed Diggs, Jacob Tremblay y Awkwafina en los papeles de voz.
Los planes para una nueva versión de La Sirenita de 1989 se confirmaron en mayo de 2016. Marshall se unió a la película como director en diciembre de 2017 y gran parte del elenco principal se incorporó de junio a noviembre de 2019. La filmación tuvo lugar principalmente en Pinewood Studios en Inglaterra a partir de enero a julio del 2021.
La Sirenita se estrenó el 26 de mayo de 2023 en Estados Unidos y Canadá.

## Argumento
Ariel es una princesa sirena y la hija menor del Rey Tritón, gobernante de la gente sirena de Atlántica. Está fascinada con el mundo humano a pesar de no haberlo visto nunca, ya que Tritón prohibió a todos los tritones salir a la superficie después de que un humano mató a la madre de Ariel, y colecciona objetos humanos con el apoyo de su mejor amigo, Flounder, un pez sargento mayor, y Scuttle, una alcatraz común. Después de recoger un tenedor en un galeón hundido donde les atacó un tiburón blanco al que derriba, ella se da cuenta de que falta a la reunión.
Ariel se pierde la reunión de Coral Moon a la que se suponía que debía acudir con sus hermanas y Tritón la reprime por su ausencia. Luego, ve fuegos artificiales sobre el océano y sale a la superficie para verlos de cerca. Los fuegos artificiales provienen del barco del Príncipe Eric un príncipe de un reino insular caribeño cercano. Ariel escucha a Eric contarle al primer ministro, Grimsby, su deseo de explorar lo desconocido y ayudar a la gente de su reino. De pronto, una tormenta llega al lugar y el barco choca contra las rocas, obligando a todos a ir a por los botes salvavidas. Ariel rescata a Eric y lo lleva a la orilla, donde canta con su voz de sirena para ayudar a salvar su vida. Ella huye antes de que él pueda recuperar la plena conciencia. Después de que Eric se recupera, su madre adoptiva, la reina Selina, le prohíbe navegar de nuevo.
Sus hermanas empiezan a comentar el comportamiento retraído de Ariel y Tritón, al escuchar esto, cuestiona a su consejero Sebastián el cangrejo y se entera de que ella salvó la vida de un humano. Tritón viaja a la gruta de Ariel para enfrentarse a ella; cuando se niega a jurar que no volverá a salir a la superficie, Tritón destruye su colección de objetos humanos. Después de que Tritón se va, Flotsam y Jetsam, un par de anguilas morenas se acercan a Ariel y le muestran una imagen de la bruja marina Úrsula, la hermana menor separada de Tritón y la tía de Ariel que fue desterrada de Atlántica hace 15 años y ella se ofrece a ayudar a Ariel.
Ariel sigue a las anguilas a la guarida de Úrsula, donde presenta un trato: transformará a Ariel en humana durante tres días, durante los cuales Ariel debe recibir un "beso de amor verdadero" de Eric para seguir siendo humana de forma permanente, pero si falla, se transformará de nuevo en sirena y Úrsula la reclamará. Para convertirse en humana, Ariel debe renunciar a su cola, la capacidad de respirar bajo el agua y su voz de sirena, la última de las cuales Úrsula guardará en un caparazón de nautilus. Ariel acepta el trato y recibe piernas humanas, mientras que Flounder y Sebastian la llevan a la superficie, y un pescador la rescata y la lleva al reino de la isla y al castillo de Eric. Eric, que ha estado buscando frenéticamente a la mujer que le salvó la vida, se apresura a encontrarse con Ariel cuando se entera de su llegada. Ariel está emocionada, pero su falta de voz hace que Eric se aleje de inmediato. Más tarde a esa noche, Ariel explora el castillo y encuentra la colección de artículos de Eric que había acumulado durante sus viajes. Eric y Ariel pasan tiempo juntos estudiando detenidamente su colección.
Al día siguiente, Eric lleva a Ariel por el reino. Sebastián, que ha seguido a Ariel por tierra, se da cuenta de que Úrsula ha hecho trampa en el hechizo que hace que Ariel olvide que necesita besar a Eric. Junto a Scuttle y Flounder, se encargan de hacer que la pareja se bese y casi tienen éxito, pero las anguilas de Úrsula los frustran. Úrsula se enfurece por la llamada cercana y se transforma en la apariencia de una hermosa joven llamada Vanessa y usa la voz de sirena de Ariel para hipnotizar a Eric.
A la mañana siguiente, Ariel y sus amigos descubren que Eric anunciará su compromiso con Vanessa ese mismo día. Scuttle descubre la verdadera identidad de Vanessa e informa a Ariel, quien se apresura a ir a la fiesta de compromiso y se enfrenta a Úrsula para romper el caparazón de nautilus que tiene alrededor del cuello. La voz de Ariel vuelve a ella y el encantamiento de Eric se rompe, pero antes de que puedan besarse, el sol se esconde y Ariel se transforma de nuevo en una sirena. Úrsula vuelve a su forma original antes de agarrar a Ariel y sumergirse de nuevo en el océano.
Úrsula se enfrenta a Tritón, pero revela que el trato que hizo con Ariel es inquebrantable. Tritón se cambia por Ariel y las anguilas de Úrsula lo convierten en polvo. Úrsula reclama el tridente de Tritón justo cuando Eric llega para ayudar; en el tumulto, Úrsula mata accidentalmente a sus anguilas. Enfurecida, Úrsula usa el tridente para crecer a un tamaño monstruoso y convoca una tormenta para amenazar a Ariel y Eric. En esta tormenta, Ariel se sube a un barco a la superficie y gira el timón en el momento adecuado para empalar a Úrsula con su bauprés astillado. Una vez que Úrsula muere, Tritón vuelve a la vida; él y Ariel reconocen el sacrificio del otro por ellos. Eric logra regresar a casa, donde Selina reconoce que el amor de Eric y Ariel era real.
Tritón finalmente acepta que, aunque Ariel ha regresado a casa como él quería, no está contenta sin Eric. Siguiendo el consejo de Sebastián, Tritón transforma a Ariel en humana de forma permanente y ella se reúne con Eric. La pareja decide viajar juntos, con la bendición de sus padres y el apoyo de personas de ambos mundos.

## Reparto
- Halle Bailey como Ariel, una sirena y la hija menor del Rey Tritón que está fascinada con el mundo humano, en esta película Ariel es gobernante del Mar Carinae.[7] El director Rob Marshall dijo que «Halle posee esa rara combinación de espíritu, corazón, juventud, inocencia y sustancia, además de una gloriosa voz para cantar, todas las cualidades intrínsecas necesarias para interpretar este papel icónico»,[8] y de lo que trata la película». [Ariel] encontrando su voz [...] Y eso inmediatamente se sintió como una pieza interesante y oportuna que resonó con [el equipo de producción]».[9] Bailey dijo que quería aportar «frescura» al personaje.[10] También dijo que «[es] asombroso que los directores hayan sido tan atrevidos al pedirle que [ella] muestre [su] verdadero yo... ha sido una experiencia de crecimiento realmente divertida».  El coprotagonista Daveed Diggs dijo que la nueva versión le dará «algo más de poder» a Ariel que la película original.[11][12]
- Jonah Hauer-King como Eric, un príncipe del que Ariel se enamora después de salvarlo de ahogarse, mientras él se decide a encontrar a Ariel.[13]
- Javier Bardem como el Rey Tritón, el padre sobreprotector de Ariel y el rey de Atlántica, que tiene prejuicios hacia los humanos.[14][15]
- Melissa McCarthy como Úrsula, una bruja del mar con la que Ariel hace un trato para convertirse en humana, lo que forma parte secretamente del plan de Úrsula para apoderarse de Atlántica.
  - Jessica Alexander como Vanessa, el disfraz  humano de Úrsula.
- Daveed Diggs como Sebastián, un cangrejo leal y servidor de confianza del rey Tritón que cuida a Ariel.[13]
- Jacob Tremblay como Flounder, un pez tropical que se asusta fácilmente y es el mejor amigo de Ariel.[16]
- Awkwafina como Scuttle, una alcatraz común hembra y amiga de Ariel, a quien le da descripciones inexactas de cualquier objeto que encuentre Ariel.[9] El personaje será retratado como una ave buceadora hembra en lugar de una gaviota macho como en el original para adaptarse al género de la actriz y presentarla en escenas submarinas.[17][18]
- Noma Dumezweni como la Reina Selina, la madre de Eric, y un nuevo personaje para la película.[19]
- Art Malik como Grimsby, el leal mayordomo, amigo, consejero y confidente del príncipe Eric, quien se encarga de que Eric encuentre a la chica adecuada para casarse.[20]
- Lorena Andrea como Perla, una de las hijas del Rey Tritón y las hermanas de Ariel, gobernante del Mar Pitón; renombrada para la película.[21][22]
- Simone Ashley como Indira, una de las hijas del Rey Tritón y las hermanas de Ariel, gobernante del Mar Brinedive; renombrada para la película.[22][23]
- Karolina Conchet como Mala, una de las hijas del Rey Tritón y las hermanas de Ariel, gobernante del Mar Chaine; renombrada para la película.[22][23]
- Sienna King como Tamika, una de las hijas del Rey Tritón y las hermanas de Ariel, gobernante del Mar Fracus; renombrada para la película.[22]
- Kajsa Mohammar como Karina, una de las hijas del Rey Tritón y las hermanas de Ariel, gobernante del Mar Saithe; renombrada para la película para la película.[21][22]
- Nathalie Sorrell como Caspia, una de las hijas del Rey Tritón y las hermanas de Ariel, gobernante del Mar Apneic; renombrada para la película.[22][23]

Además, Martina Laird aparece como Lashana, una de las sirvientas del castillo de Eric, que se basa en Carlotta de la película animada; Emily Coates aparece como Rosa, una joven que trabaja como sirvienta en el castillo de Eric; Christopher Fairbank y John Dagleish aparecen como Hawkins y Mulligan, dos de los compañeros de viaje de Eric; Jude Akuwudike aparece como Joshua, un pescador que descubre a Ariel en su forma humana; y Russell Balogh y Adrian Christopher aparecen como dos de los guardias del Rey Tritón.

## Doblaje
| Personaje                          | Actor original Estados Unidos | Actor de doblaje España                                   | Actor de doblaje Hispanoamérica |
| ---------------------------------- | ----------------------------- | --------------------------------------------------------- | ------------------------------- |
| Ariel                              | Halle Bailey                  | Alicia Valadés (diálogos) Mírela Cabero (canciones)       | Yatzil Aguirre                  |
| Príncipe Eric                      | Jonah Hauer-King              | Álvaro Ramos Toajas (diálogos) Adrián Salzedo (canciones) | Nando Fortanell                 |
| Úrsula                             | Melissa McCarthy              | Gemma Martín (diálogos) Eva Diago (canciones)             | Laura Torres                    |
| Vanessa (versión humana de Úrsula) | Jessica Alexander             | Irene Valadés                                             | Ginette Zavala                  |
| Sebastián                          | Daveed Diggs                  | Rone Reinoso                                              | Lester Ciarreta                 |
| Flounder                           | Jacob Tremblay                | Tomy Vírseda                                              | Leo Novoa                       |
| Scuttle                            | Awkwafina                     | Sonia Dorado                                              | Carla Medina                    |
| Rey Tritón                         | Javier Bardem                 | Pablo Adán                                                | Ricardo Tejedo                  |
| Reina Selina                       | Noma Dumezweni                | Ana Plaza                                                 | Yolanda Vidal                   |
| Grimsby                            | Art Malik                     | Luis Fernando Ríos                                        | Gerardo Reyero                  |
| Perla                              | Lorena Andrea                 | Laura Pastor                                              |                                 |
| Karina                             | Kajsa Mohammar                | Ana de Castro                                             |                                 |
| Indira                             | Simone Ashley                 | Sara Heras                                                |                                 |
| Caspia                             | Nathalie Sorrell              | Laura Martínez García                                     |                                 |
| Mala                               | Karolina Conchet              | Vera Bosch                                                | Daniela Aedo                    |
| Tamika                             | Sienna King                   | Adelaida López                                            |                                 |

## Producción

### Desarrollo
El 25 de mayo de 2016, Deadline Hollywood informó que Disney está en desarrollo temprano para una adaptación de acción en vivo de La Sirenita. El 16 de agosto de 2016 se anunció que Lin-Manuel Miranda, fanático de la película original, coproducirá la película con Marc Platt.
El 6 de diciembre de 2017, se informó que Rob Marshall estaba siendo cortejado por Walt Disney Company para dirigir la película, mientras que Jane Goldman se desempeñará como guionista. El 5 de diciembre de 2018, Marshall reveló que él, junto con John DeLuca y Marc Platt fueron contratados para comenzar a desarrollar el proyecto de adaptación cinematográfica, y dijo que «John y [Marshall] han comenzado nuestro trabajo tratando de explorarlo y descúbrelo», ya que sintió que «es una película muy complicada de llevar de la animación a la acción en vivo. Acción en vivo es un mundo completamente diferente, así que debes tener mucho cuidado con cómo se hace, pero estamos comenzando la fase de exploración».  Más tarde, en diciembre, Marshall fue contratado oficialmente como director de la película. Durante una entrevista el 21 de diciembre de 2018, Marshall reveló que la película se encuentra en etapas muy tempranas de desarrollo, afirmando que el estudio está tratando de explorar formas de traducir la historia de la película original en acción real. El 3 de julio de 2019, se reveló que David Magee, quien anteriormente escribió el guion de Mary Poppins Returns, Marshall, había escrito el guion con Goldman. El 10 de febrero de 2020, Miranda reveló que los ensayos de la película ya habían comenzado.

### Casting
Actores como Lindsay Lohan, Chris Evans y Zendaya se expresaron interés en protagonizar la adaptación, mientras que fanáticos de la cantante Ariana Grande deseaban que se postulase ella para el papel protagónico.
El 28 de junio de 2019, se anunció que Melissa McCarthy estaba en conversaciones para interpretar a Úrsula en la película. El mes siguiente, Jacob Tremblay, Awkwafina, Halle Bailey y Javier Bardem se unieron al elenco mientras Harry Styles y Jack Whitehall estaban considerando el papel del príncipe Eric. Sin embargo, se reveló más tarde que Styles había rechazado el papel.
En octubre, Daveed Diggs, quien anteriormente trabajó en la obra de Miranda Hamilton, se unió al elenco. En noviembre de 2019, se informó que Jonah Hauer-King había sido elegido como Eric. Cameron Cuffe también se postuló para el papel, antes de que se eligiera a Hauer-King.
El 18 de febrero de 2020, McCarthy confirmó su casting como Úrsula durante una entrevista en The Ellen DeGeneres Show: «Yo interpreto a Úrsula, la bruja del mar. Es muy divertido, solo estamos ensayando. Ha sido una auténtica maravilla. Entrar en el mundo de Rob Marshall, es como un sueño febril, solo fui a Londres por una semana, y pensé, 'No puedo ir al campamento de baile en una semana'. Todo el día dice: '¿Quieres deslizarte por esta concha de almeja de 40 pies?' Yo dije: '¡Sí! Por supuesto que sí. ¿Qué estás loco?' Ha sido tremendamente creativo».
En julio de 2020, se anunció que Kacey Musgraves fue considerada para el papel de Vanessa (la forma humana de Úrsula), pero ella rechazó el papel. En octubre de 2020, la actriz Emily Coates se unió a la película en un papel no revelado. En diciembre de 2020, Disney anunció oficialmente siete actores principales y también revelando el logotipo oficial de la película.
El 5 de enero de 2021, se anunció que Noma Dumezweni, conocida por haber interpretado a Hermione Granger en la exitosa obra de Broadway y West End en Harry Potter y el legado maldito, había sido elegida para un papel «no revelado» inventado para el remake. En una entrevista del 29 de marzo de 2021 con la revista Marie Claire, cuando se le preguntó sobre su papel en la próxima película, Dumezweni dijo: «Puedo decirte que lo estoy haciendo. Puedo decirte que estoy muy emocionada. te digo que tuve una charla con el cabello y el maquillaje el otro día y fue como, ¡Yay!». En mayo de 2021, se informó que Dumezweni interpretaría a Carlotta y que Jude Akuwudike había sido elegido como Grimsby.

### Rodaje
La producción estaba originalmente programada para comenzar en abril de 2020, en Londres. Sin embargo, se retrasó debido a la pandemia del COVID-19. El 29 de julio de 2020, Tremblay comenzó a grabar sus líneas para la película.
Se esperaba que la fotografía principal comenzara el 10 de agosto de 2020, pero se retrasó una vez más hasta fines de noviembre / principios de diciembre de 2020 para acomodar el calendario de McCarthy para la serie limitada de Hulu, Nine Perfect Strangers.
Para noviembre de 2020, el nuevo CEO de Disney, Bob Chapek, anunció que la filmación de todas las películas que habían sido pospuestas por el coronavirus se había reanudado y, en algunos casos, había completado la fotografía principal.
El 16 de diciembre de 2020 comenzó el rodaje de las escenas de Bailey y Hauer-King en solitario. En ese mismo mes, McCarthy declaró que, con suerte, comenzaría a filmar la película en enero de 2021. Ese mismo mes, Daveed Diggs habló sobre la gran cantidad de trabajo que tenía que hacer a la hora de preparar y grabar diálogos para el papel de Sebastián. El rodaje comenzó oficialmente en Pinewood Studios en Iver, Inglaterra, el 31 de enero de 2021. Las escenas de Melissa McCarthy finalmente comenzaron a filmarse en abril de 2021. El 6 de abril de 2021, se anunció que se realizarían grabaciones adicionales en el verano en Cerdeña, Italia, por un total de «aproximadamente tres meses». En junio de 2021, la producción se detuvo temporalmente debido a que varios miembros del equipo de la película se infectaran de COVID-19. El rodaje se reanudó aproximadamente una semana después y terminó el 11 de julio de 2021. Al día siguiente, Bailey también compartó con el primer vistazo oficial a su personaje en celebración de la finalización del rodaje de la película.

#### Controversia sobre el reparto
Después del anuncio de Halle Bailey como el papel de Ariel en julio de 2019, y después del lanzamiento del primer tráiler en septiembre de 2022, la película obtuvo una respuesta ampliamente negativa por parte del público a raíz de que Bailey, al ser afroamericana, difiere de las características de la Ariel animada (de piel blanca y cabello rojizo). Jodi Benson, quien le dio voz a Ariel en la película de 1989, elogió a Bailey al decir: "Creo que el espíritu de un personaje es lo que realmente importa".
Una supuesta encuesta realizada del 8 al 10 de julio de 2022 por Hollywood Reporter encontró algunos estadounidenses apoyaban la idea de que las minorías interpretaran papeles de personajes que habían sido elegidos como blancos. Cuando se le preguntó "Al pensar en remakes de películas de acción en vivo de dibujos animados clásicos, ¿apoya o se opone a los actores de minorías raciales y étnicas que interpretan personajes que han sido blancos en películas anteriores?", el 48% respondió "muy fuerte" o "algo " apoyo, el 21% dijo "muy" o "algo" en contra, mientras que el 31% no sabía o no tenía opinión. Por otro lado, la misma encuesta también encontró una mayoría a favor de los remakes que son "lo más parecidos posible a su original, incluso apegados a la raza y etnia de cada personaje".

### Posproducción
Los efectos visuales serán proporcionados por Industrial Light & Magic, Weta Digital y Moving Picture Company.

## Música
El 17 de marzo de 2017, se anunció que Alan Menken, quien previamente compuso y coescribió canciones para la película original, regresaría como compositor de la película y escribiría nuevas canciones junto al productor Lin-Manuel Miranda. El 20 de mayo de 2019, Menken declaró que La Sirenita sería su próximo proyecto, luego del lanzamiento de la adaptación de acción real de Aladdin, y el 9 de julio, él y Miranda comenzaron a trabajar en nuevas canciones para la película. Al reemplazar al letrista de la película original, el fallecido Howard Ashman, Miranda sintió que «[él] definitivamente se quedará corto» con el trabajo de Ashman, argumentando que «nadie puede escribir como él». El 17 de septiembre de 2019, se informó que Menken y Miranda escribieron una nueva canción para el príncipe Eric, que Menken confirmó el 11 de octubre de 2019, y reveló que él y Miranda escribieron «como cuatro o cinco canciones nuevas» para la película, que incluye una nueva canción para Eric y Ariel, una nueva canción para el Rey Tritón y una canción para Scuttle. El 16 de enero de 2020, Halle Bailey confirmó que la canción «Part of Your World», de la película original, aparecerá en la adaptación. El 10 de febrero de 2020, Miranda reveló que él y Menken escribieron cuatro canciones nuevas para la película. El 22 de marzo de 2020, Menken reveló que las canciones de la película ya fueron grabadas. El 19 de febrero de 2021, Menken dijo que las nuevas canciones serían una «mezcla» de su estilo y el de Miranda. Explicó que las canciones incluirían «algunos rapeos» en la línea de trabajos anteriores de Miranda, así como un estilo más cercano a su trabajo habitual.
El 22 de septiembre de 2021, Menken se sentó con el podcast For Scores de Disney y confirmó que la película incluirá cuatro canciones nuevas. También recordó que Miranda estaba «intimidada» por la perspectiva de seguir los pasos del fallecido Howard Ashman, el letrista que trabajó con Menken para escribir las canciones de la película original. El 24 de noviembre de 2021, en una entrevista con Collider, Miranda habló sobre su admiración por La Sirenita y cómo Howard Ashman y Alan Menken ayudaron a dar forma a su infancia. Dijo que trabajar en este proyecto era un deseo cumplido para él, pero que ama tanto las canciones de Sebastian que no podría escribir nada nuevo para su personaje (que será interpretado por Daveed Diggs de Hamilton en esta nueva versión). Miranda continúa explicando que todas las canciones que los fanáticos conocen y aman seguirán estando en la película, pero que Menken y él también pudieron encontrar algunos momentos para presentar música original. Él dijo:

«Oh, hombre. Gran parte de mi trabajo en La Sirenita fue el cumplimiento de ese deseo. De hecho, no escribí ninguna canción nueva para Sebastian the Crab porque me encantan sus canciones. Yo estaba como, 'No puedo. No, yo no. No puedo hacerlo. Pude escribir para algunos de los otros personajes de esa película. Cada canción que amas en La Sirenita todavía está en La Sirenita, simplemente encontramos algunos momentos nuevos para musicalizar. Eso es realmente complicado».
Lin-Manuen Miranda

El 20 de enero de 2022, Halle habló con Stylecater y dijo que «estaba muy emocionada mientras filmaba «Part of Your World». Ella dijo:

«Fue realmente surrealista filmarla. Fue muy emotivo para mí. Fueron tres días de intensidad estar por todos lados. Estuve llorando todo el tiempo porque estaba como, ‘¿Qué diablos?’ Todos estamos conectados con esa canción y significa mucho para cada uno de nosotros».
Halle Bailey

El 17 de febrero de 2022, durante una entrevista de podcast con Variety, Lin-Manuel Miranda reveló que una de las nuevas canciones de la película titulada For the First Time (en español Por primera vez) y tendrá lugar cuando Ariel esté en tierra en su forma humana. También reveló que el coprotagonista Daveed Diggs podría rapear en la película. Esto fue confirmado más tarde el 31 de marzo de 2023 por Menken, revelando el título de la nueva canción de rap llamada "Scuttlebutt". La describió como una canción "descabellada" para Scuttle y Sebastián "... tratando de averiguar qué está pasando porque escuchan rumores de que el príncipe ha decidido casarse. Creen que es Ariel pero, por supuesto, es Ursula en forma de Vanessa. Es toda esta deliciosa imaginación. Las letras de Lin están para morirse".
Menken luego proporcionó más detalles sobre las nuevas canciones, revelando que la primera de las cuatro que se escribieron durante el desarrollo de la película fue un solo para el Príncipe Eric, "Wild Unchartered Waters", como resultado de que Marshall quería "... una nueva canción para este momento de las olas y todo el salvajismo de lo que hay en el océano... [Ariel] representó eso para [el príncipe Eric], siendo ella la chica que le salvó la vida. Las películas de acción en vivo son realmente el medio de un director". Luego reveló que la cuarta canción no llegó al corte final y se suponía que era una nueva canción para el Rey Tritón titulada "Impossible Child", ya que él y los cineastas sintieron que "dramatúrgicamente" no era necesaria, pero dijo que la canción se lanzaría al público en una fecha posterior, posiblemente en el estreno del medio doméstico de la película. Algunas de las letras de "Poor Unfortunate Souls" y "Kiss the Girl" también se actualizaron, y Menken explicó que para "Kiss the Girl", fue porque "la gente se ha vuelto muy sensible a la idea de que [el Príncipe Eric] , de ninguna manera, forzarse a [Ariel]", mientras que para "Poor Unfortunate Souls", fue por "... líneas que podrían hacer que las jóvenes de alguna manera sientan que no deberían hablar fuera de lugar, a pesar de que Ursula está claramente manipulando a Ariel para que le entregue su voz".
El álbum de la banda sonora estuvo disponible preordenar el 13 de marzo de 2023 y se lanzó digitalmente el 19 de mayo de 2023 y en formato físico y vinilo el 26 de mayo de 2023 por Walt Disney Records.

## Estreno
La película estaba originalmente programada para su estreno en 2022, pero debido a varios retrasos en la producción como resultado de la pandemia de COVID-19, se pospuso a una fecha no especificada. La película se estrenó en Estados Unidos el 26 de mayo de 2023.

### Novelización
Disney lanzó libros basados en la película el 11 de abril de 2023.

### Promoción
El 9 de septiembre de 2022, el director Rob Marshall y Halle Bailey se presentaron en la D23 Expo para presentar una presentación exclusiva de la secuencia "Part of Your World" de la película, que recibió una respuesta positiva de los asistentes, quienes elogiaron la interpretación vocal de Bailey. El teaser tráiler de la película se lanzó al público el mismo día. El 13 de octubre de 2022, se lanzó al público el primer póster de la película, donde Bailey diciendo sincrónicamente en Twitter: "Las palabras no pueden describir cuán inmensamente honrada me siento de interpretar a la sirena de mis sueños".
En una entrevista para Entertainment Weekly, Marshall dice que esta nueva versión de Ariel destaca a una "mujer moderna". Él dice que el personaje se remonta a Hans Christian Andersen de otro siglo, pero al mismo tiempo en 1989, que en cierto modo se sentía como una mujer muy moderna, alguien que ve la vida de Ariel de manera diferente a todos los que la rodean, y va en busca de ese sueño.
El 12 de marzo de 2023, el tráiler oficial se mostró durante la 95.ª edición de los Premios de la Academia, Bailey y McCarthy se presentaron en el escenario y luego se lanzó en línea junto con un nuevo póster.

### Medios domésticos
Walt Disney Studios Home Entertainment lanzó la película en formato digital el 25 de julio de 2023 y luego la lanzó en Ultra HD Blu-ray, Blu-ray y DVD el 19 de septiembre de 2023. La película se incluyó en la plataforma Disney+ el 6 de septiembre de 2023.

## Recepción

### Recaudación
La Sirenita ha recaudado un total de 570 millones de dólares en todo el mundo  con un presupuesto estimado de 300 millones de dólares.

### Prelanzamiento
Variety informó que el avance oficial de The Little Mermaid obtuvo más de 104 millones de visitas globales durante el primer fin de semana posterior a su lanzamiento. Superó los lanzamientos recientes de acción en vivo de Disney, incluidos La Bella y la Bestia con 94 millones, Aladdin con 74 millones y Cruella con 68 millones. Sin embargo, el avance dentro de la plataforma de YouTube tuvo más pulgares abajo que vistas positivas debido al descontento del público maduro.

### Crítica
En el sitio web agregador de reseñas Rotten Tomatoes, el 67 % de las 323 reseñas de los críticos son positivas, con una calificación promedio de 6.3/10. El consenso del sitio web dice: «Con Halle Bailey causando sensación en el papel principal, La Sirenita de acción real de Disney es una de las reinvenciones más disfrutables del estudio». Metacritic, que utiliza una media ponderada, asignó una puntuación de 59 sobre 100 basada en 52 críticas, lo que indica «reseñas mixtas o promedio». La audiencia encuestada por CinemaScore otorgó a la película una nota media de "A" en una escala de A+ a F, mientras que los encuestados por PostTrak le dieron una puntuación positiva del 91 %, con un 76 % que afirmó que la recomendaría sin duda.
Vanessa Armstrong, de /Film, la calificó de una adaptación de acción real "bien hecha" que "mejora la original" y no dudó de que "se convertirá en una parte indeleble de la infancia de muchos jóvenes, y no puedo esperar a verla con mi hija". Molly Edwards, de Total Film, le dio cuatro estrellas de cinco y la calificó de "un brillante y encantador nuevo giro que supera a la original, con una interpretación perfecta de Halle Bailey". Zoë Rose Bryant, de Next Best Picture, alabó su sentido de la nostalgia y calificó a Bailey y Hauer-King de "estrellas del espectáculo". Sin embargo, criticó los efectos visuales, pero dijo que eran "mucho mejores de lo que los a menudo denostados tráileres hacen creer". Peter Debruge, de Variety, alabó la película, diciendo que "Halle Bailey es toda la razón que cualquier público debería necesitar para justificar que Disney vuelva a visitar este clásico".
Pete Hammond, de Deadline Hollywood, escribió que "Marshall ha hecho una película con toda la magia necesaria para lograrlo y, si no reemplaza a la original en nuestros corazones, al menos ha hecho una película que puede estar a la par para convertirse también en una parte memorable de nuestro mundo cinematográfico". Maureen Lee Lenker, de Entertainment Weekly, alabó las interpretaciones de Bailey, Hauer-King y McCarthy, y calificó la secuencia "Bajo el mar" como el mejor momento musical de la película. Rachel LaBonte, de Screen Rant tuvo sensaciones mixtas, opinando que la película "se ve reforzada por una caracterización más profunda y un gran alcance, incluso a pesar de sus defectos". Brian Truitt, de USA Today, escribió que "aunque no todo va viento en popa, Halle Bailey sostiene espléndidamente a esta "sirena" como la ingenua joven submarina con sueños de explorar la superficie". Helen O'Hara de Empire la llamó como "Otro remake de 'acción en vivo' que es más oscuro y menos convincente que el original animado, pero se salva gracias a la encantadora actuación de Bailey, el descaro de McCarthy y la propia magia eterna de la historia". Moira MacDonald de The Seattle Times elogió la actuación de Bailey y dijo que "su voz para cantar tiene tanto dulzura como poder, y su sonrisa es del tipo en la que bailan los sueños". Ann Hornaday de The Washington Post la calificó como una "película mixta que honra su material de origen con una gran producción saturada de color, sin probar nunca con precisión alguna vez que (esto) necesitaba existir".
Angélica Jade Bastién de Vulture denostó la película, escribiendo que con esta película "Disney revela su propia falta de imaginación y una lectura esencialmente errónea de lo que hizo que su película original para niños fuera tan divertida para el público en primer lugar". Lindsey Bahr de Associated Press escribió que "A pesar de todo su dinamismo, todo sobre esta  Little Mermaid está más apagado. Las nuevas canciones de Miranda también son extrañas y no parecen encajar". Hillary Busis de Vanity Fair criticó el tiempo de ejecución y la llamó una "mezcla incómoda de copia al carbón y material superfluo agregado, presentado en 'acción en vivo' que se ve y se siente (y es) tan artificial como Rayo McQueen". Johnny Oleksinski de New York Post escribió que " A pesar de los actores reales, CGI y material completamente nuevo, 'Mermaid' es la última artimaña en carne y hueso del estudio que es más inerte que dibujos pintados en dos dimensiones mucho mejores". Justin Chang de Los Angeles Times escribió que "lo que está en la pantalla con demasiada frecuencia se siente como una imitación pálida de segunda categoría, y las pocas diferencias parecen motivadas menos por un espíritu de imaginación que por una ansiedad sin alegría". El número musical "The Scuttlebutt" fue ampliamente criticado por la crítica y el público por la interpretación chillona de Awkwafina, la letra de Lin-Manuel Miranda (particularmente la línea "¿Recuerdas el pantano? ¿Recuerdas mi canción en el pantano? Cuando estaba como 'Womp, chicka womp-womp, chicka womp-woooomp'") y su estilo de rap no encaja con el estilo musical de las otras canciones. Raven Brunner de Decider dijo que ese número musical era "incómodo" y que se sentía "forzado". A. Felicia Wade de DiscussingFilm escribió que "considerando el escenario, está realmente fuera de lugar para la película en general". Kat Rosenfield, escribiendo para UnHerd, criticó la película por ser "propaganda" y por palidecer en comparación con la original, escribiendo que "Esto es quizás lo peor de los remakes contemporáneos de Disney: no es que sean artimañas descaradas, sino que son infantilizantes. La Little Mermaid original depositó infinitamente más confianza en su audiencia prevista de niños que la nueva versión en esos mismos niños, ahora que son adultos".

## Otros medios

### Posible secuela
En septiembre de 2021, se anunció que Disney había estado en conversaciones sobre una posible secuela. Nuevamente en abril de 2023, Rob Marshall insinuó la posibilidad de que haya secuelas de la película si tiene éxito y dijo: "Es una historia clásica que tiene muchos personajes y muchas historias interesantes. Creo que es correcto para ciertas cosas. Pero tienes que ver cómo se desarrolla una película, y cómo lo hace... Creo que siempre existe la oportunidad de encontrar historias dentro de las historias. Eso siempre es algo maravilloso". No se ha confirmado si las posibles secuelas serán historias originales completamente nuevas o se inspirarán en la secuelas directas a video de la película original, La Sirenita II: Regreso al mar (2000), que se centró en la hija de Ariel y Eric, Melody, y la precuela directa a video The Little Mermaid: Ariel's Beginning (2008).

### Serie derivada
En junio de 2023, se anunció oficialmente una serie de televisión de animación por computadora para Disney Junior titulada Ariel, prevista para estrenarse en 2024, la cual se basa parcialmente en la película, siguiendo las aventuras de Ariel en su niñez. La serie también incorpora otros personajes de la película en versiones remodeladas, así como nuevas incorporaciones, como los mejores amigos de Ariel, la sirena Lucía y el sireno Fernie. La serie, tomando elementos tanto de la película de 2023 como de la película de 1989, fue estrenada el 27 de junio de 2024.